# Eugamasus immanis
Eugamasus immanis is een mijtensoort uit de familie van de Parasitidae. De wetenschappelijke naam van de soort is voor het eerst geldig gepubliceerd in 1903 door Berlese.